# Sidi Bennour
Sidi Bennour (bereber: ⵙⵉⴷⵉ ⴱⵏⵏⵓⵕ, árabe: سيدي بنُّور, "Sufi Sheikh") también llamada Doukkala y Tlat Sidi Bennour, es una ciudad marroquí al oeste del país perteneciente a la provincia de Sidi Bennour y tiene  55.815 habitantes ( censo de población ) (2014). Es la capital de la región de Dukala-Abda. Sidi Bennour se encuentra a unos 67 km al sur de El Yadida, a 120 km al noroeste de Marrakech, a unos 100 km al este de Safí y a 210 km al suroeste de la capital marroquí, Rabat.

## Demografía
40.000 habitantes.